# Grande fronteggiamento sul fiume Ugra

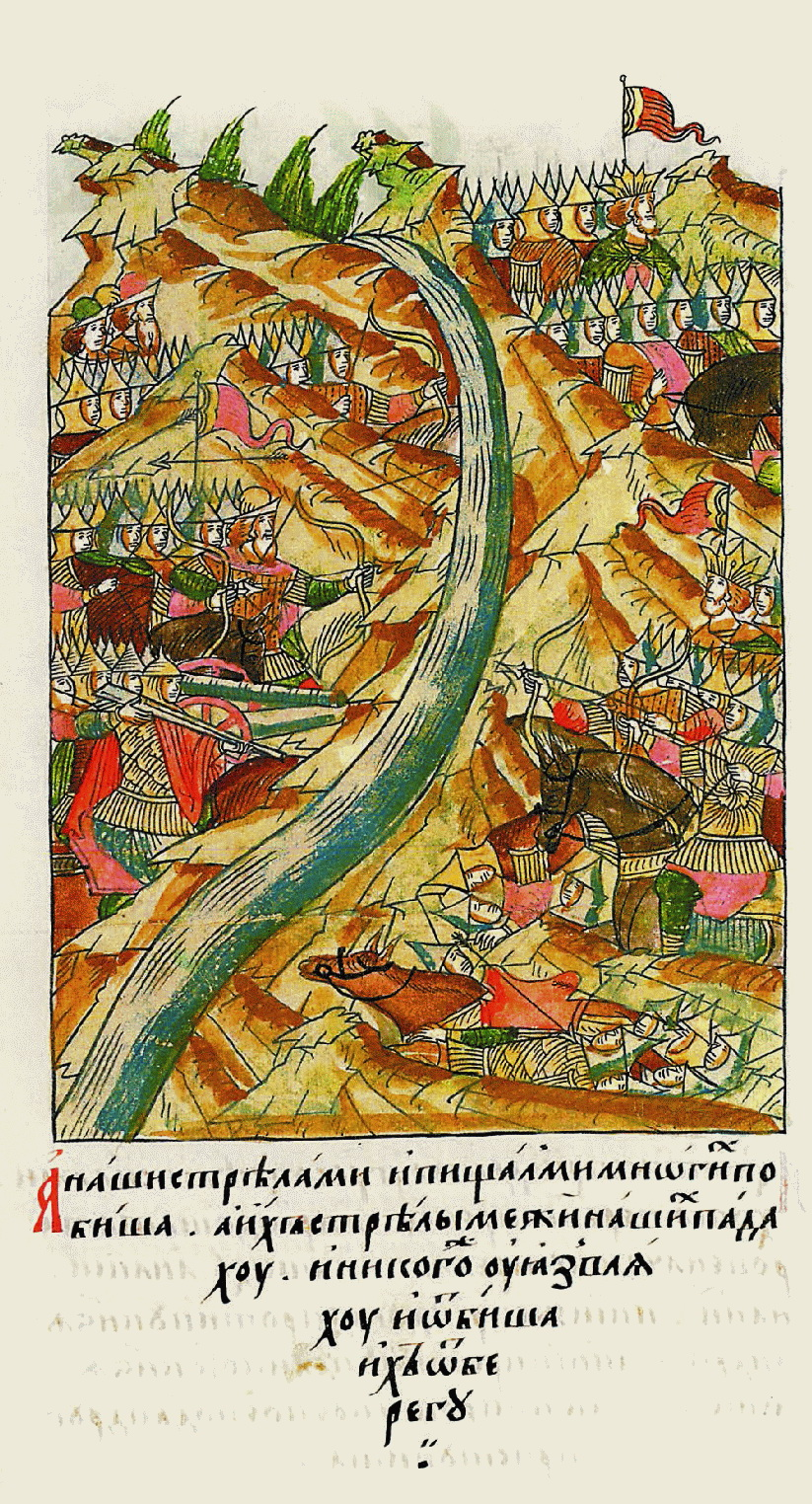
Miniatura della battaglia in una cronaca russa del XVI secolo

Il Grande fronteggiamento sul fiume Ugra in russo Великое cтояние на реке Угре?, anche conosciuto come Ugorščina (Угорщина), fu una battaglia tra le forze di Akhmat Khan, Khan della Grande Orda e il Gran Duca Ivan III di Mosca nel 1480, che determinò la ritirata dei Tataro-mongoli e, successivamente, la disintegrazione dell'Orda.

## Storia
Nel 1476 Ivan III cessò di erogare i tributi annuali all'Orda, riscossi dai Mongoli fin dai tempi di Batu Khan. In tale circostanza Akhmat Khan, impegnato nella propria lotta contro il Khanato di Crimea, decise di non reagire all'affronto. Quattro anni più tardi, nel 1480, Akhmat Khan diede inizio alle operazioni militari contro le città russe inadempienti. Il suo primo passo fu quello di raggiungere un accordo offensivo con il Re polacco Casimiro IV per un attacco coordinato alla Russia.
Agli inizi del 1480 i Cavalieri Teutonici di Livonia attaccarono il confine occidentale russo. Nel gennaio di quello stesso anno, i fratelli di Ivan Boris Volotskij e Andrej Bol'šoj si ribellarono al loro sovrano e cercarono di detronizzarlo. Akhmat Khan decise allora di trarre vantaggio dai rivolgimenti politici in atto e, nel giugno, inviò una pattuglia di ricognizione a sorvegliare la riva destra del fiume Oka. In autunno il suo esercito iniziò ad avanzare verso il Granducato di Mosca: attraversò i territori dell'alleato Casimiro, determinato ad attraversare il confine lituano-moscovita sul fiume Ugra.  A fronte del grave pericolo i boiardi russi si divisero in due gruppi: il primo, guidato dai okolničij Oščera e Mamon, richiese a Ivan III di arrendersi; l'altro lo incitò a fronteggiare l'Orda. Ivan decise di combattere.
L'8 ottobre 1480 Akhmat Khan cercò di aggirare il fiume Oka da ovest in modo tale da evitare lo scontro diretto con i reggimenti di Ivan che erano disposti a Kolomna, Serpuchov e Tarusa. Tale manovra gli avrebbe permesso di unire il proprio esercito con quello di Casimiro. Le forze di Akhmat Khan si avvicinarono quindi al fiume Ugra — affluente dell'Oka; qui il Khan fu raggiunto dall'esercito russo guidato da Ivan Molodoj (figlio di Ivan) e Andrij Menšoj (fratello del sovrano). Akhmat cercò di attraversare l'Ugra ma fu respinto dopo una battaglia di 4 giorni.
Dopo la battaglia l'esercito mongolo si ritirò nel villaggio di Vorotynsk, dove il khan decise di aspettare l'esercito di Casimiro. Ivan III spostò le proprie forze a Kremenec e iniziò a negoziare con quest'ultimo, nel tentativo di guadagnare tempo e riallacciare un'alleanza con i fratelli che gli si erano ribellati. Ivan III impiegò 4 giorni per riconciliarsi con i fratelli (dal 30 settembre al 3 ottobre) e ulteriori 17 giorni (fino al 20 ottobre) affinché questi lo raggiungessero a Kremenec. Vedendo accrescersi l'armata russa e non ricevendo alcuna notizia dal re polacco, Akhmat decise di non attaccare i russi. Nel frattempo infatti Casimiro IV era stato impegnato a dirimere controversie interne al proprio regno e a combattere contro il Khanato di Crimea. I Mongoli attesero i rinforzi fino all'11 novembre quando, a causa della mancanza di approvvigionamenti, dell'insorgere di epidemie e dell'inverno russo, si ritirarono a sud.
Il 6 gennaio 1481 Akhmat Khan fu ucciso in uno scontro con l'esercito di Ibak Khan di Tjumen'. Dopo tale avvenimento l'Orda d'Oro si disintegrò gradualmente. Il grande scontro sul fiume Ugra pose di fatto fine alla dominazione tataro-mongola.